# Kalendarium historii Stanów Zjednoczonych

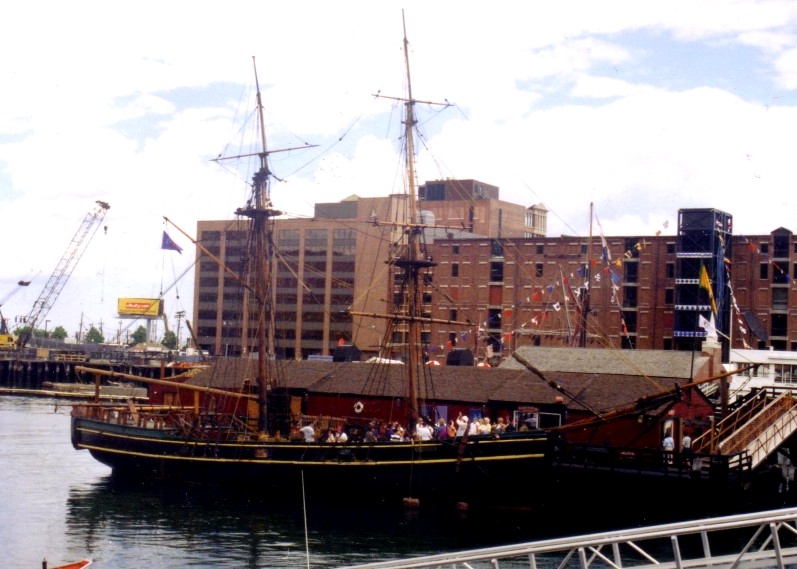
Współczesna replika statku, na którym miało miejsce „Boston Tea Party” (herbatka bostońska)

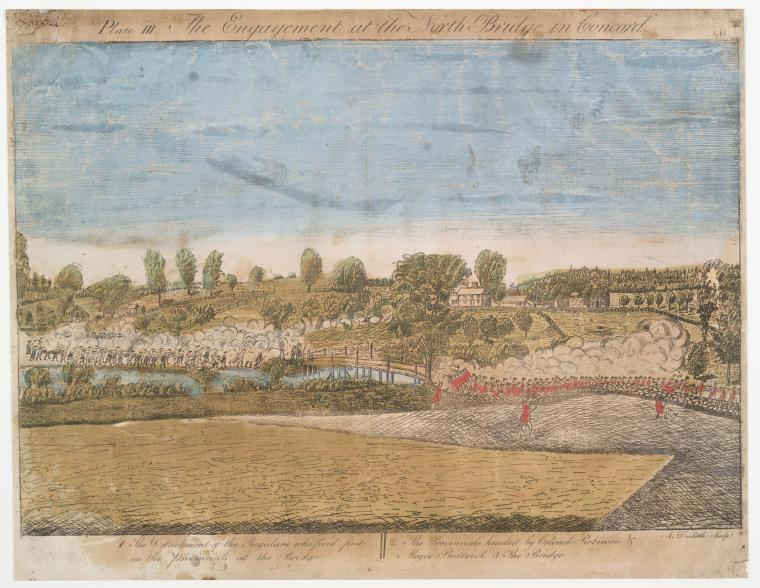
Milicja atakuje cofających się Brytyjczyków na Moście Północnym w Concord

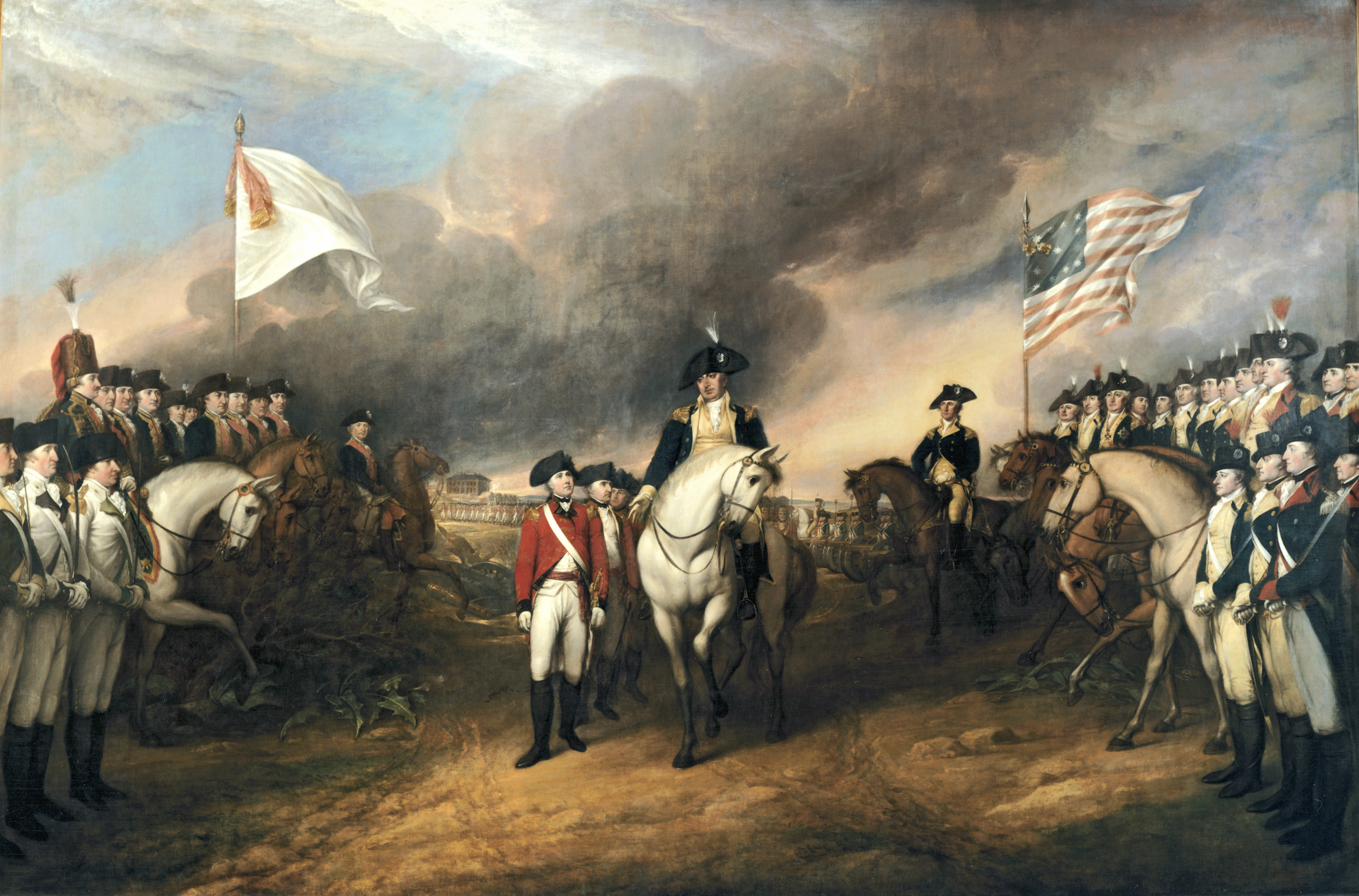
Kapitulacja pod Yorktown

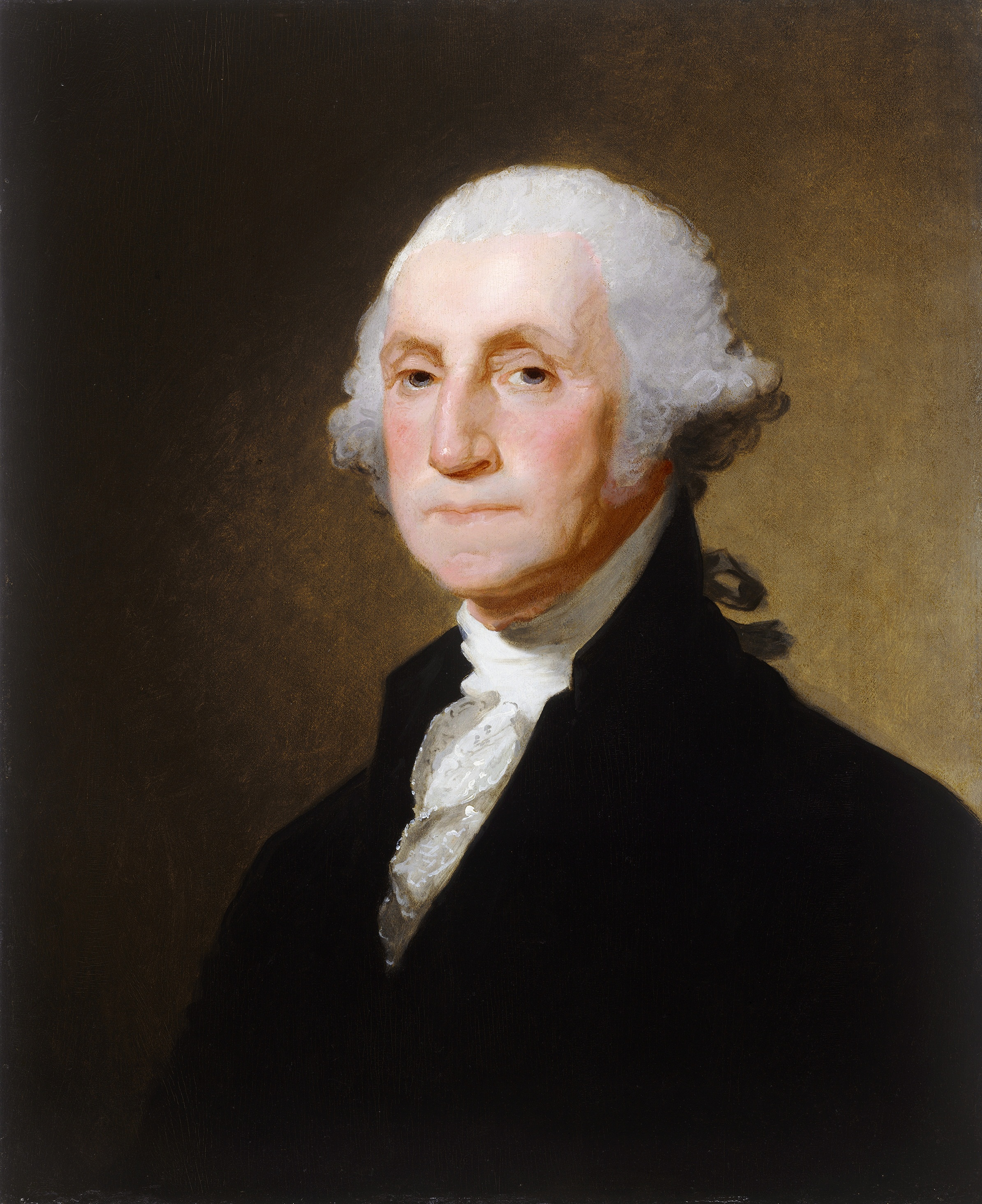
George Washington

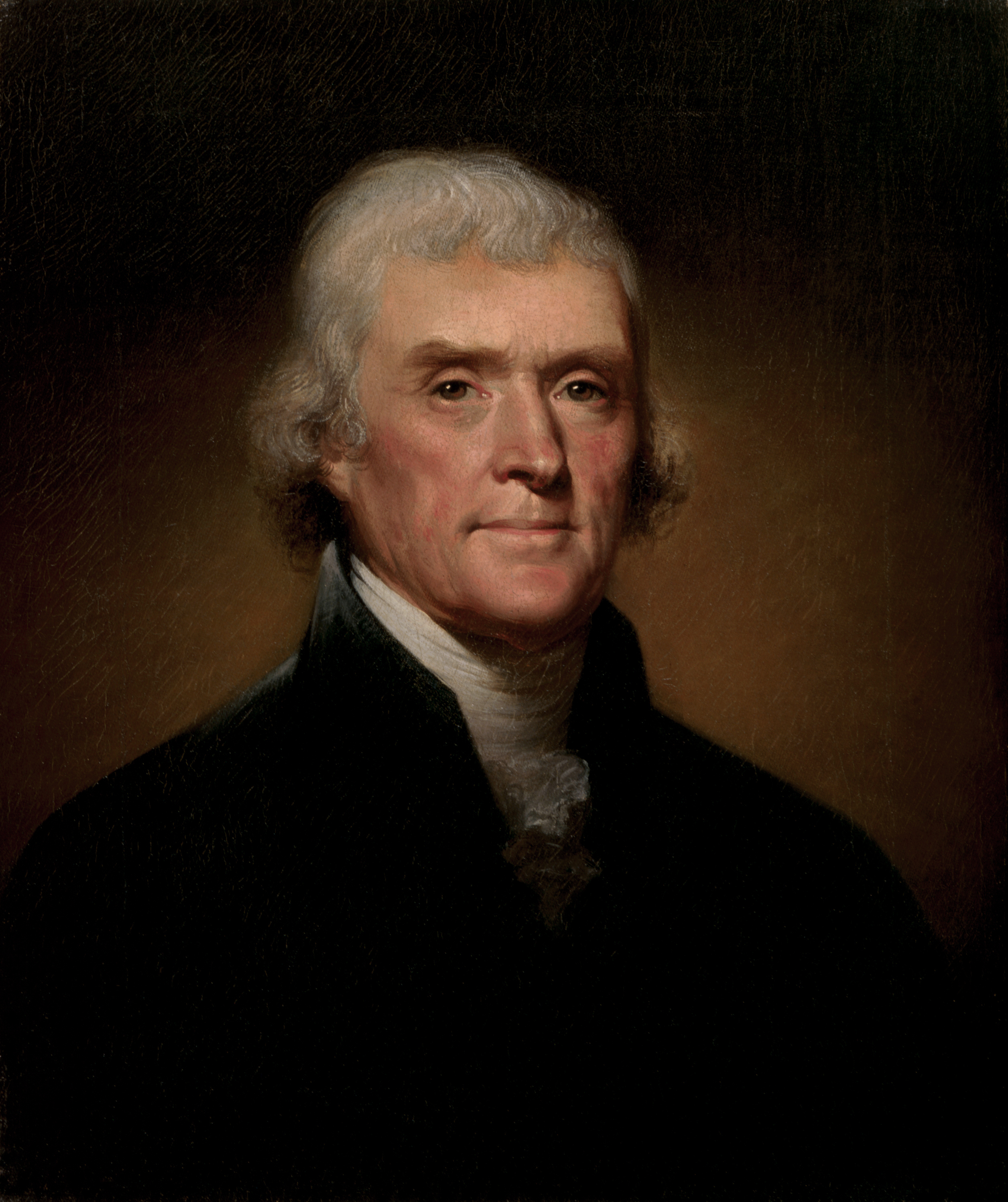
Thomas Jefferson

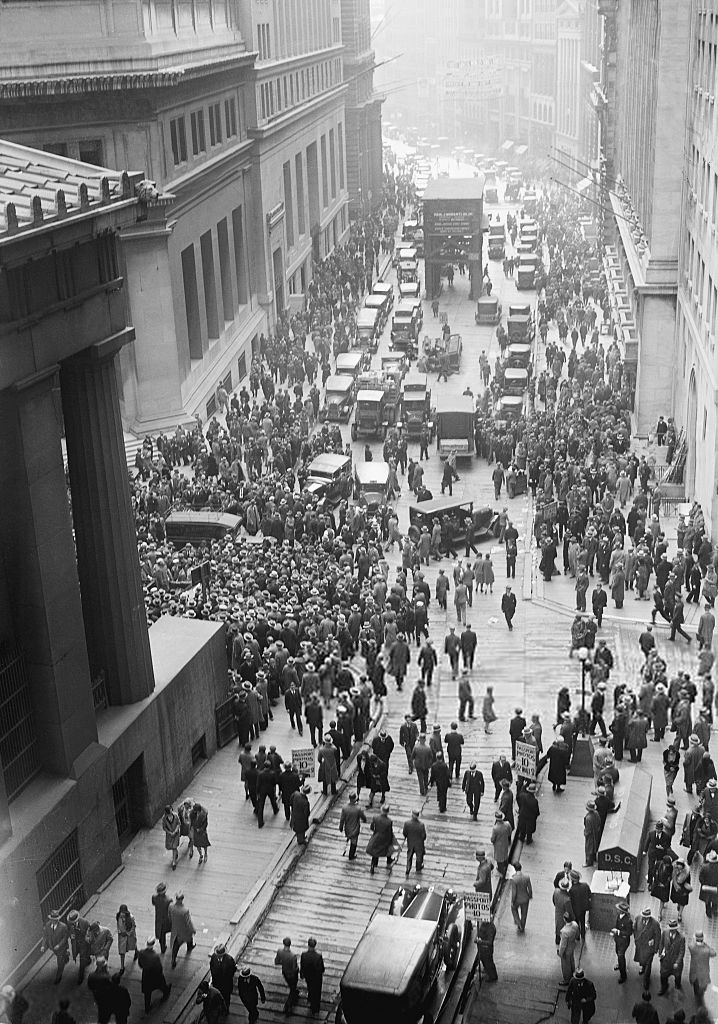
Tłumy na nowojorskiej giełdzie podczas czarnego czwartku

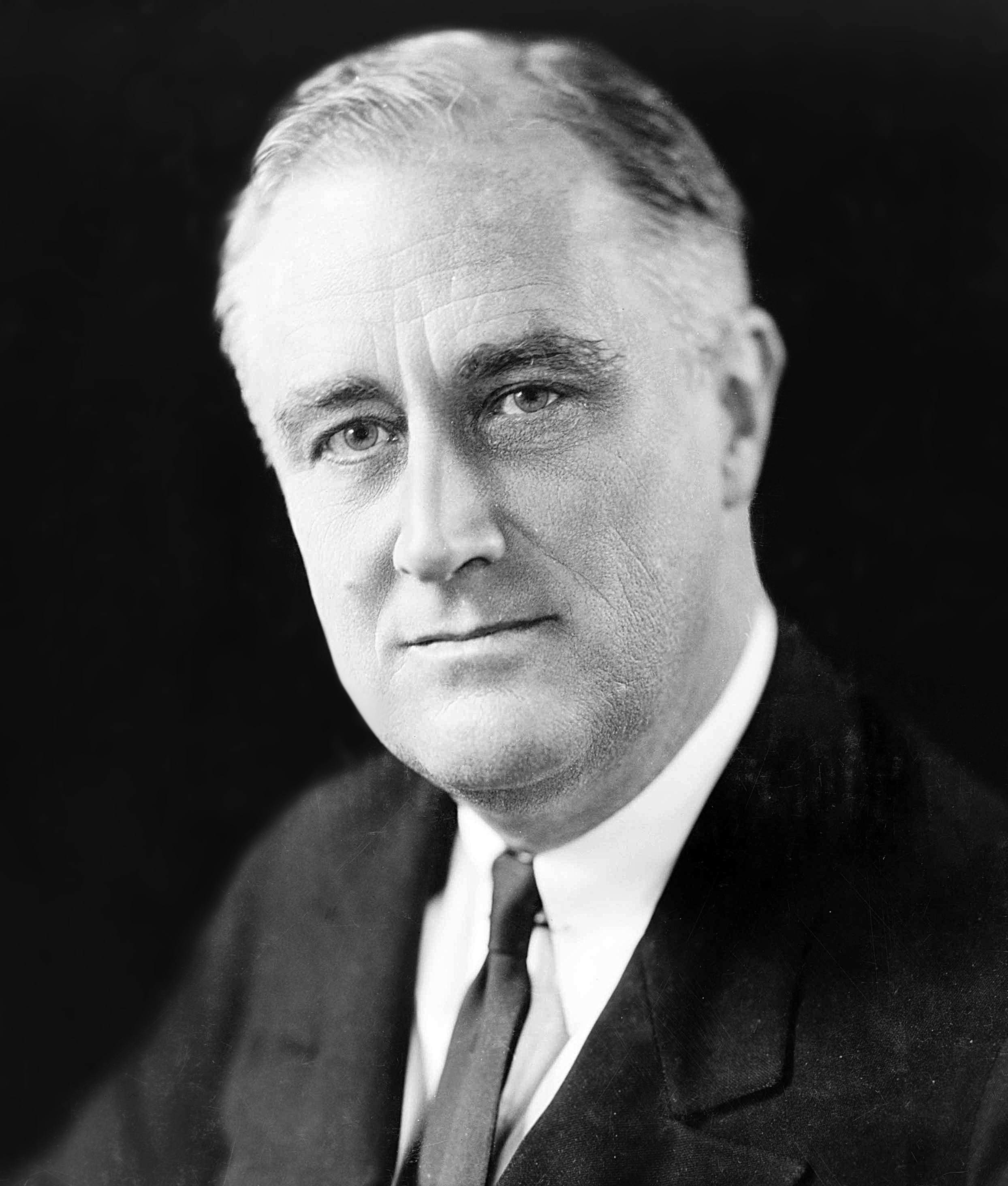
Franklin Delano Roosevelt

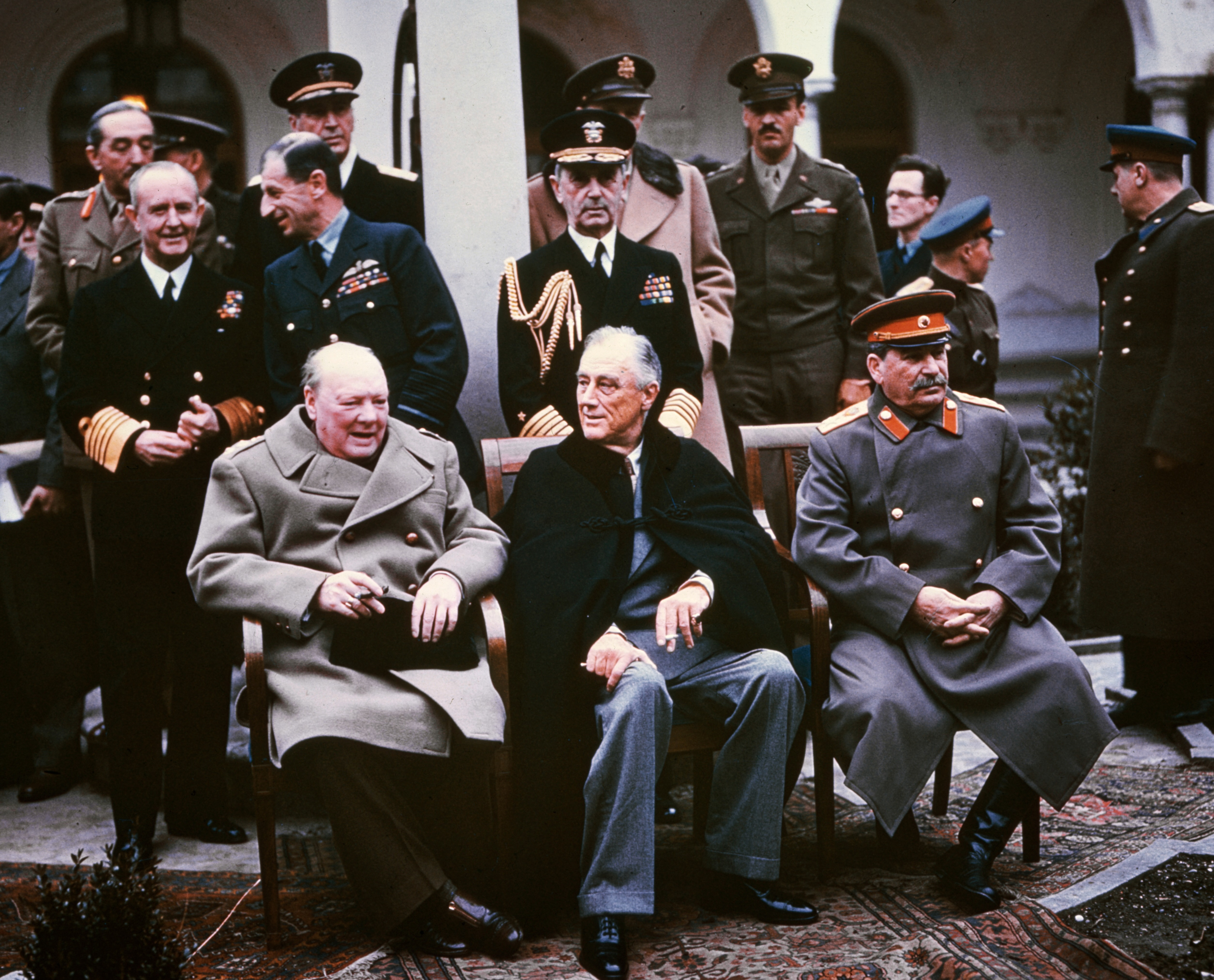
Konferencja jałtańska

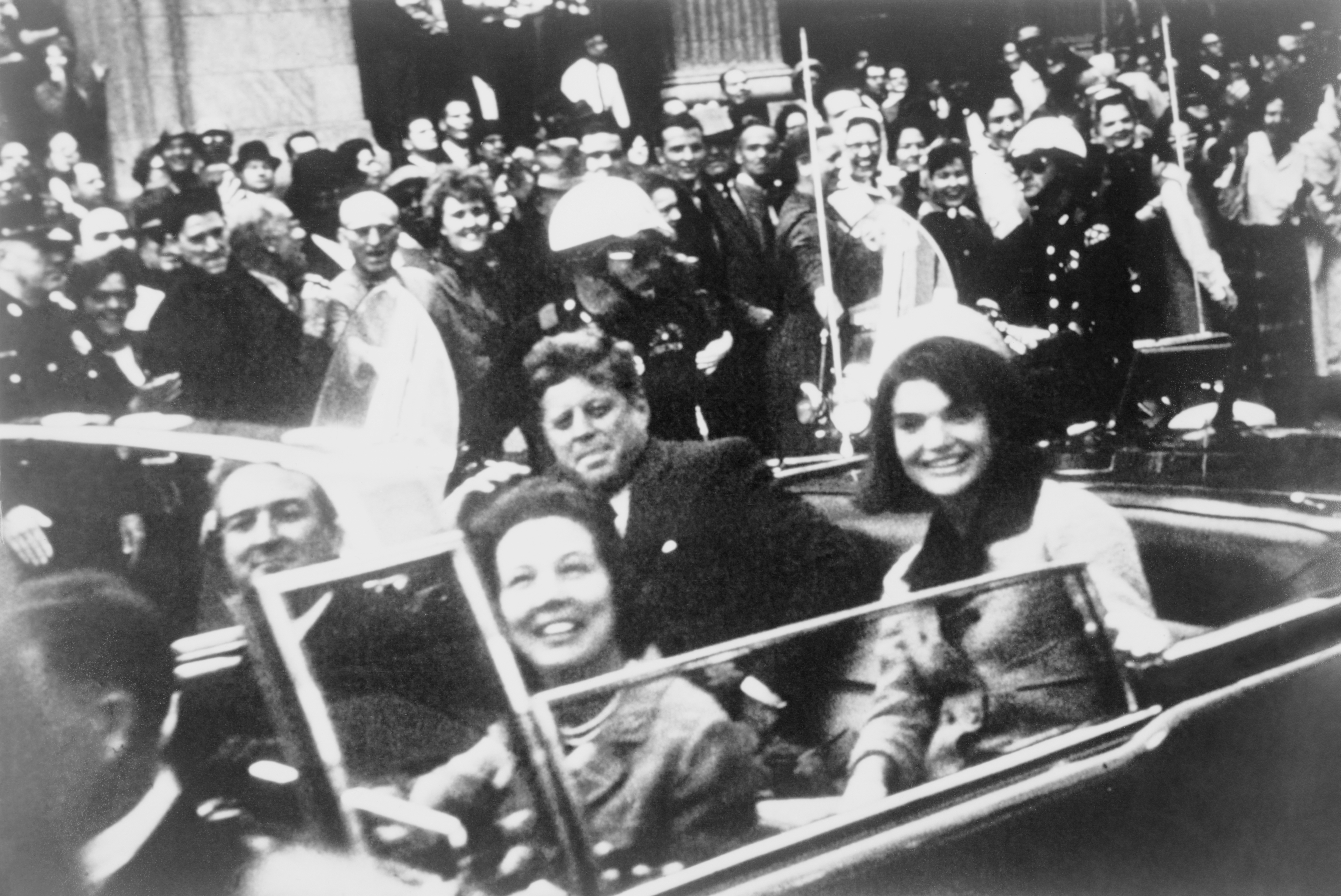
Samochód prezydenta Kennedy’ego krótko przed zamachem

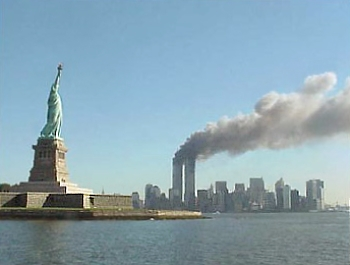
Płonące wieżowce World Trade Center

Kalendarium historii Stanów Zjednoczonych – uporządkowany chronologicznie, począwszy od czasów najdawniejszych aż do współczesności, wykaz dat i wydarzeń z historii Stanów Zjednoczonych.

## Czasy sprzed uzyskania niepodległości
- 1565 – na Florydzie założono osadę San Augustino[1]
- 1607 – na wyspie Jamestown powstała pierwsza trwała osada, założona przez Anglików[2]
- 1620 – do tzw. Nowej Anglii dotarli purytańscy osadnicy[2]
- 1636 – założono Harvard College (obecnie Uniwersytet Harvarda)[2]
- 1693 – założono College of William & Mary w Williamsburgu[2]
- XVII w. – napływ Szwedów i Holendrów[2]
- pocz. XVIII w. – napływ Niemców, Irlandczyków i Szkotów[2]
- 1701 – założono Yale College (obecnie Uniwersytet Yale)[2]
- 1743 – w Filadelfii powstało Amerykańskie Towarzystwo Filozoficzne[2]
- 1746 – założono College of New Jersey (obecnie Uniwersytet Princeton)[2]
- 1754 – założono King’s College (obecnie Uniwersytet Columbia w Nowym Jorku)[2]
- 1770 – masakra bostońska[2]
- 1773 – wybuch buntu herbacianego (tzw. herbatka bostońska)[2]

## Wojna o niepodległość
- 1775 – wybuch wojny o niepodległość Stanów Zjednoczonych[3]
- 4 lipca 1776 – II Kongres Kontynentalny uchwalił Deklarację niepodległości Stanów Zjednoczonych[3]
- 17 października 1777 – Amerykanie odnieśli zwycięstwo w bitwie pod Saratogą[3]
- 19 października 1781 – Amerykanie odnieśli zwycięstwo w bitwie pod Yorktown, zakończono otwartą walkę[3]
- 3 września 1783 – w wyniku traktatu pokojowego zawartego w Paryżu, Stany Zjednoczone zostały uznane na całym świecie za niepodległe państwo[3]

## Początki Stanów Zjednoczonych
- 1787 – Kongres Kontynentalny uchwalił Konstytucję Stanów Zjednoczonych[3]
- 1789 – Konstytucja USA weszła w życie[2]
- 1791 – uzupełniono Konstytucję (Bill of Rights)[2]
- 1803 – Stany Zjednoczone kupiły od Francji Luizjanę[2]
- 1812-14 – wojna z Wielką Brytanią[2]
- 1819 – Stany Zjednoczone kupiły od Hiszpanii Florydę[2]
- 1823 – wprowadzono doktrynę Monroego[2]
- 1845 – Stany Zjednoczone zaanektowały Teksas[2]
- 1846–48 – w wyniku wojny amerykańsko-meksykańskiej Stany Zjednoczone przyłączyły do siebie Nowy Meksyk i Kalifornię[2]
- 1846 – Stany Zjednoczone i Wielka Brytania podzieliły Oregon i wytyczyły ostatecznie wspólną granicę[2]
- 1860 – wybory prezydenckie wygrał Abraham Lincoln[2]
- 1861–65 – wojna secesyjna pomiędzy uprzemysłowioną Północą pragnącą znieść niewolnictwo a rolniczym Południem chcącym utrzymać niewolnictwo. Wojnę wygrały stany północne[2]
- 1862 – wszedł w życie Homestead Act, który ożywił osadnictwo na zachodzie USA[2]
- 1863 – proklamacja emancypacji[2]
- 1865 – wprowadzono trzynastą poprawę do konstytucji[2]
- 1867 – Stany Zjednoczone kupiły od Rosji Alaskę[2]
- 1898 – Stany Zjednoczone anektowały Hawaje[2]
- 6 kwietnia 1917 – Stany Zjednoczone przystąpiły do I wojny światowej po stronie ententy[2]

## Okres międzywojenny
- 1921 – Stany Zjednoczone zawarty traktaty z Niemcami, Austrią i Węgrami[2]
- 1921 – wprowadzono limity na przyjęcie imigrantów[2]
- 24 października 1929 – wybuch krachu na giełdzie w Nowym Jorku („czarny czwartek”)[2]
- 1929–32 – wielki kryzys[2]
- 1932 – wybory prezydenckie wygrał Franklin Delano Roosevelt[2]
- 1933 – Franklin Delano Roosevelt wprowadził politykę dobrego sąsiedztwa wobec Ameryki Łacińskiej[2]
- 1937–38 – kryzys gospodarczy[2]

## II wojna światowa
- 4 listopada 1939 – Stany Zjednoczone wprowadziły prawo cash and carry zezwalające na handlem bronią z krajami, które walczyły przeciwko państwom Osi[2]
- 12 sierpnia 1941 – Stany Zjednoczone i Wielka Brytania podpisały Kartę Atlantycką[2]
- 7 grudnia 1941 – w wyniku ataku Japonii na Pearl Harbor, Stany Zjednoczone przystąpiły do II wojny światowej[2]
- 28 listopada–1 grudnia 1943 – Roosevelt wraz z Winstonem Churchillem i Józefem Stalinem spotkali się w Teheranie[4]
- 4–11 lutego 1945 – Roosevelt wraz z Churchillem i Stalinem uczestniczył w konferencji jałtańskiej[4]
- 17 lipca–2 sierpnia 1945 – Harry Truman wraz z Churchillem i Stalinem uczestniczył w konferencji poczdamskiej[4]
- 6 sierpnia 1945 – Stany Zjednoczone zrzuciły bombę atomową na Hirosimę[2]
- 9 sierpnia 1945 – Stany Zjednoczone zrzuciły bombę atomową na Nagasaki[2]
- 2 września 1945 – Japonia ogłosiła bezwarunkową kapitulację, kończąc tym samym II wojnę światową[2]

## Zimna wojna
- 1947 – Harry Truman ogłosił doktrynę, która inaugurowała politykę powstrzymywania komunizmu[2]
- 1949 – Stany Zjednoczone odegrały kluczową rolę w tworzeniu NATO[2]
- 1951 – w wyniku dwudziestej drugiej poprawki do konstytucji ograniczono liczbę kadencji prezydenckich do dwóch[2]
- 1951 – Stany Zjednoczone współtworzyły ANZUS[2]
- 1953–54 – kryzys gospodarczy[2]
- 1954 – w szkołach zniesiono segregację rasową[2]
- 1954 – Stany Zjednoczone współtworzyły SEATO[2]
- 1957–58 – kryzys gospodarczy[2]
- 1960 – w wyborach prezydenckich wygrał John F. Kennedy[2]
- 1961 – Stany Zjednoczone przeprowadziły nieudaną inwazję w Zatoce Świń[2]
- 1962 – wybuch kryzysu kubańskiego[2]
- 1968 – rozpoczęto rozmowy pokojowe w sprawie zakończenia wojny wietnamskiej[2]
- 1968 – działacz na rzecz równouprawnienia i zniesienia segregacji rasowej, Martin Luther King, został zamordowany[2]
- 1972 – Richard Nixon złożył wizytę w Chińskiej Republice Ludowej[2]
- 1972 – prezydent Richard Nixon wznowił negocjacje pokojowe w Paryżu w sprawie zakończenia wojny wietnamskiej[2]
- 1973 – zakończono wojnę wietnamską[2]
- 9 sierpnia 1974 – w wyniku afery Watergate, Richard Nixon jako pierwszy prezydent USA podał się do dymisji[2]
- 1979 – w wyniku ataku ZSRR na Afganistan, Jimmy Carter zakończył politykę odprężenia z ZSRR[2]
- 1980 – w wyniku braku porozumienia pomiędzy Stanami Zjednoczonymi a Iranem, Jimmy Carter przegrał wybory prezydenckie. Jego następcą został Ronald Reagan[2]
- 1981 – Ronald Reagan wprowadził nowy program gospodarczy[2]
- 1982 – rozpoczęto rozmowy w sprawie zredukowania broni strategicznej (START)[2]
- 1983 – zawieszono rozmowy w ramach START[2]
- 1983 – Ronald Reagan rozpoczął program SDI (Inicjatywa Obrony Strategicznej)[2]
- 1985 – wprowadzono doktrynę Reagana, która udzielała pomoc ruchom antykomunistycznym[2]
- 1985 – wznowiono rozmowy w ramach START[2]
- 1988 – republikanie wygrali wybory parlamentarne[2]

## Historia współczesna
- 1992 – w wyniku zaniedbania polityki krajowej, Bill Clinton pokonał w wyborach prezydenckich Busha[2]
- 2000 – w wyborach prezydenckich wygrał George W. Bush[2]
- 11 września 2001 – Al-Kaida przeprowadziła zamach na World Trade Center i Pentagon w wyniku którego zginęło prawie 3 tys. osób[2]
- październik–listopad 2001 – USA na czele koalicji antyterrorystycznej obaliła władzę Talibów w Afganistanie[2]
- marzec 2003 – Stany Zjednoczone, Polska, Australia i Wielka Brytania wysłały wojska do Iraku[2]
- listopad 2008 – wybory prezydenckie wygrał Barack Obama (pierwszy Afroamerykanin na tym stanowisku)[2]
- 2011 – Stany Zjednoczone wycofały wojska z Iraku[2]
- 2012 – Barack Obama wygrał po raz drugi wybory prezydenckie[2]
- 8 listopada 2016 – wybory prezydenckie wygrał Donald Trump[5]
- 12 czerwca 2018 – w Singapurze odbyło się pierwsze spotkanie przywódców Stanów Zjednoczonych i Korei Północnej Donalda Trumpa i Kim Dzong Una zakończone podpisaniem wstępnego porozumienia[6].
- listopad 2020 – wybory prezydenckie wygrał Joe Biden[7]
- 2021 - Stany Zjednoczone wycofały wojska z Afganistanu[8]